# Municipio de Calwood
El municipio de Calwood (en inglés: Calwood Township) es un municipio ubicado en el condado de Callaway en el estado estadounidense de Misuri. En el año 2010 tenía una población de 1097 habitantes y una densidad poblacional de 9,6 personas por km².

## Geografía
El municipio de Calwood se encuentra ubicado en las coordenadas 38°54′44″N 91°50′7″O / 38.91222, -91.83528. Según la Oficina del Censo de los Estados Unidos, el municipio tiene una superficie total de 114.24 km², de la cual 113,09 km² corresponden a tierra firme y (1,01 %) 1,16 km² es agua.

## Demografía
Según el censo de 2010, había 1097 personas residiendo en el municipio de Calwood. La densidad de población era de 9,6 hab./km². De los 1097 habitantes, el municipio de Calwood estaba compuesto por el 96,35 % blancos, el 1,82 % eran afroamericanos, el 0,27 % eran amerindios, el 0,09 % eran asiáticos, el 0,36 % eran de otras razas y el 1,09 % eran de una mezcla de razas. Del total de la población el 1,09 % eran hispanos o latinos de cualquier raza.